# Ibrahim Tall
Ibrahim Tall (Aubervilliers, 23 giugno 1981) è un ex calciatore francese naturalizzato senegalese, di ruolo difensore.

## Palmarès

### Club

#### Competizioni nazionali
- Coppa di Lega francese: 1

Sochaux: 2003-2004
- Coppa di Scozia: 1

Hearts: 2005-2006